# Reichsgau de Danzig-Prússia Occidental
El Reichsgau de Danzig-Prússia Occidental (Reichsgau Danzig-Westpreußen) va ser una divisió administrativa de l'Alemanya nazi de 1939 a 1945. Creada a partir de la Ciutat Lliure de Danzig i de l'annexat Voivodat de Pomerània (que formava l'anomenat Corredor polonès). També se li va afegir el Regierungsbezirk de Prússia Occidental que formava part del Gau de Prússia Oriental.
Encara que el nom s'assemblava a l'antiga província prussiana de Prússia Occidental d'abans de 1920, el territori no era idèntic. A diferència de l'antiga província, el Reichsgau contenia el Regierungsbezirk Bromberg (Bydgoszcz) al sud i no tenia el districte de Deutsch Krone (Wałcz) a Occident.
La capital de la província era Danzig (Gdańsk) i la seva població sense la ciutat era de 1.487.452 (el 1939). L'àrea de la província era de 26.056 km², 21.237 km² dels quals eren dels annexats territoris de Danzig i Pomerània. Durant la seva curta existència, els polonesos i jueus que vivien en aquesta zona van ser sotmesos per l'Alemanya Nazi a l'extermini com "subhumans".
Existia una política dirigida a l'extermini de la població jueva i polonesa. Els llocs d'assassinat massiu a la regió incloien el camp de concentració de Stutthof, on van morir més de 85.000 (majoritàriament polonesos) o Piaśnica, lloc d'assassinat en massa d'uns 12.000 intel·lectuals polonesos i caixubis.
Al març de 1945, el Reichsgau va ser capturat per l'Exèrcit Roig, i el governador nazi, Albert Forster, posteriorment va ser sentenciat a mort i executat per crims contra la humanitat. La població alemanya (que incloïa colonitzadors de temps de guerra, nazis i oficials militars) va fugir o va ser expulsada.

## Divisió administrativa

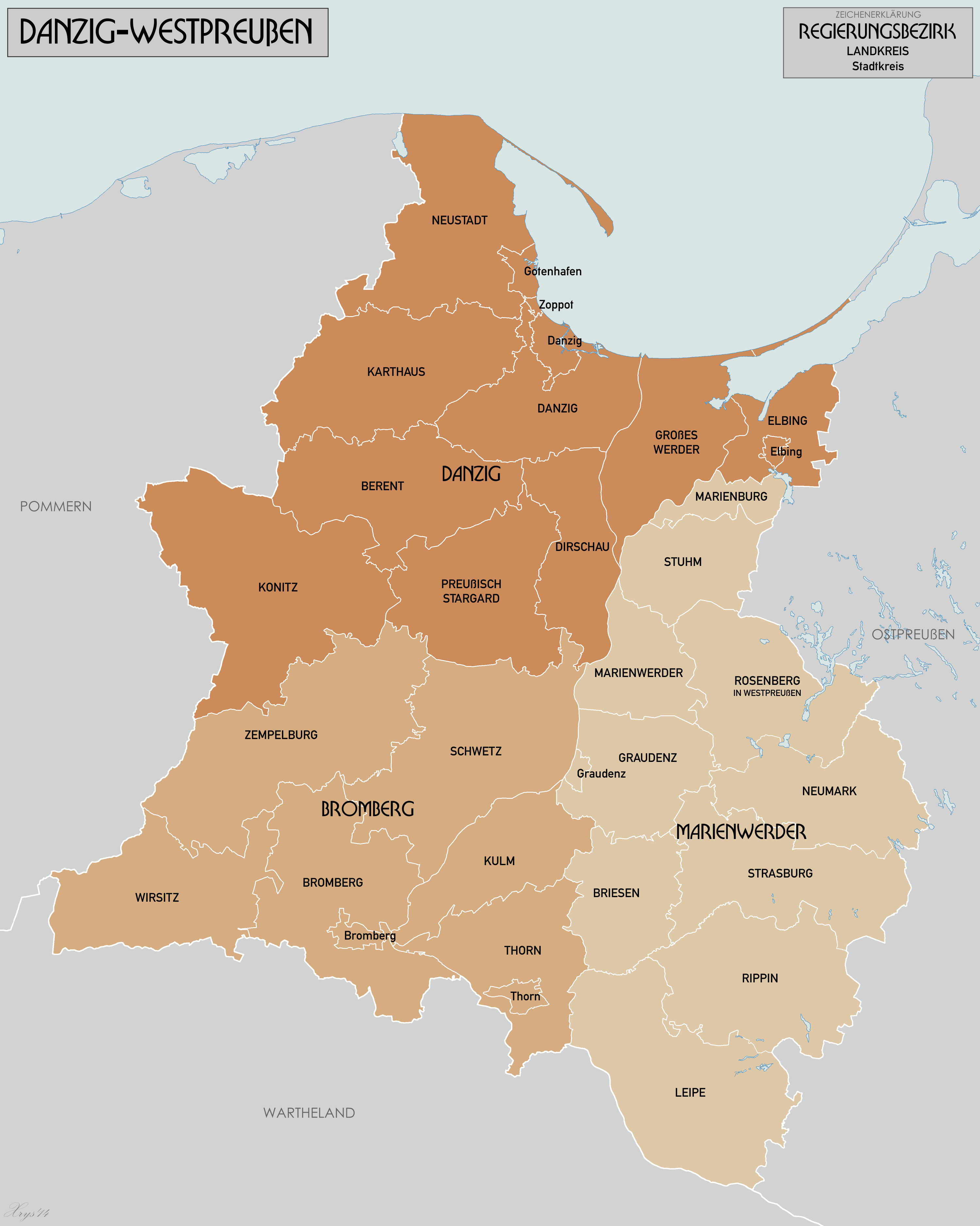
Divisió administrativa del Reichsgau

El Reichsgau de Danzig-Prússia Occidental es va dividir en tres regions governamentals (Regierungsbezirke).
Regierungsbezirk Bromberg
- Districtes urbans (Stadtkreise)

1. Bromberg
2. Thorn

- Districtes rurals (Landkreise)

1. Districte de Bromberg
2. Districte de Kulm
3. Districte de Schwetz
4. Districte de Thorn
5. Districte de Tuchel
6. Districte de Wirsitz
7. Districte de Zempelburg

Regierungsbezirk Danzig
- Districte urbà (Stadtkreise)

1. Danzig
2. Elbing
3. Gotenhafen
4. Zoppot

- Districtes rurals (Landkreise)

1. Districte de Berent
2. Districte de Danzig
3. Districte de Dirschau
4. Districte d'Elbing
5. Districte de Großes Werder
6. Districte de Karthaus
7. Districte de Konitz
8. Districte de Neustadt in Westpreußen
9. Districte de Preußisch Stargard

Regierungsbezirk Marienwerder
- Districte urbà (Stadtkreise)

1. Graudenz

- Districtes rurals (Landkreise)

1. Districte de Briesen
2. Districte de Graudenz
3. Districte de Leipe
4. Districte de Marienburg
5. Districte de Marienwerder
6. Districte de Neumark
7. Districte de Rippin
8. Districte de Rosenberg in Westpreußen
9. Districte de Strasburg in Westpreußen
10. Districte de Stuhm